# Рукавац (Матуљи)
Рукавац је насељено место у саставу општине Матуљи у Приморско-горанској жупанији, Република Хрватска.

## Историја
До територијалне реорганизације у Хрватској налазио се у саставу старе општине Опатија.

## Становништво
На попису становништва 2011. године, Рукавац је имао 853 становника.

## Попис1991.
На попису становништва 1991. године, насељено место Рукавац је имало 743 становника, следећег националног састава:
| Попис 1991.‍  | Попис 1991.‍  | Попис 1991.‍ | Попис 1991.‍ | Попис 1991.‍ |
| ------------ | ------------ | ----------- | ----------- | ----------- |
|              |              |             |             |             |
| Хрвати       | Хрвати       |             | 633         | 85,19%      |
| Срби         | Срби         |             | 24          | 3,23%       |
| Италијани    | Италијани    |             | 10          | 1,34%       |
| Словенци     | Словенци     |             | 9           | 1,21%       |
| Југословени  | Југословени  |             | 6           | 0,80%       |
| Македонци    | Македонци    |             | 4           | 0,53%       |
| Муслимани    | Муслимани    |             | 4           | 0,53%       |
| Румуни       | Румуни       |             | 4           | 0,53%       |
| Мађари       | Мађари       |             | 1           | 0,13%       |
| Црногорци    | Црногорци    |             | 1           | 0,13%       |
| остали       | остали       |             | 2           | 0,26%       |
| неопредељени | неопредељени |             | 19          | 2,55%       |
| регион. опр. | регион. опр. |             | 20          | 2,69%       |
| непознато    | непознато    |             | 6           | 0,80%       |
| укупно: 743  |              |             |             |             |